# 英国王給仕人に乾杯!
『英国王給仕人に乾杯!』（えいこくおうきゅうじにんにかんぱい、原題：Obsluhoval jsem anglického krále, 英題：I Served the King of England）は、2006年制作のチェコ映画。監督はイジー・メンツェル。

## 概要
ボフミル・フラバルの小説『わたしは英国王に給仕した』を映画化したもの。原作は1971年作だが、本国では1989年に公刊されるまでは、地下出版で読まれていた。メンツェル監督によるフラバル作品の映画化は、本作で6度目（オムニバス映画に提供したものも含む）となる。
日本公開時の字幕は松岡葉子が担当。

## ストーリー
1963年に刑務所から出所した小男、ヤン・ジーチェは、ズデーテン地方の廃村に移り、かつてビアガーデンだった廃屋に住む。そこでヤンは、「教授」と称する男と、マルツェラという少女に出会う。そして、若き日を回想するヤン。
1930年代のある日、駅でソーセージを売るヤンは、ある紳士に払うべきお釣りを渡しそびれる。そして、田舎町のホテルの見習い給仕として働いた頃、あの時お釣りを渡しそびれた相手である、百万長者のヴァルデンから、百万長者になるための人生哲学を学ぶ。その後、「チホタ荘」「ホテル・パリ」といった高級ホテルの給仕を歴任。「ホテル・パリ」の給仕長スクシーヴァネクは、本人曰く「私は英国王に給仕した」とのことで、ヤンはスクシーヴァネクを尊敬していた。やがて、ヤンは「ホテル・パリ」の主任給仕に昇格。ある日、エチオピア皇帝が「ホテル・パリ」で正餐会を行い、ヤンはかいがいしく仕事をする。皇帝は、スクシーヴァネクに勲章を授けようとするが、ちょっとした理由から、ヤンに勲章が与えられることとなった。
1938年にドイツがズデーテン地方を併合すると、チェコ人の間ではドイツ人に対する反感が強まる。ヤンはある日、チェコの若者達に絡まれていた、リーザという背の低い女性を助ける。彼女はズデーテン出身のドイツ人だった。スクシーヴァネクを始め、ホテル・パリの人々は断固としてドイツ人を拒絶するが、ヤンはホテルを辞めてリーザと結婚。2人はナチス・ドイツ管轄の研究所で働く。そこはかつて「チホタ荘」だった建物であった。リーザは、「新たな欧州の新たな人間」を産み出すべく、ヤンとセックスをするが、リーザはヤンと向き合わず、ヒトラーの肖像画ばかり見つめていた。
結局、リーザは妊娠せず、兵士として出征。彼女を見送りに行ったヤンは、ユダヤ人を移送する貨物列車を見る。その中には、ヤンにとって懐かしい人物もおり、ヤンはショックを受ける。そしてリーザは、ユダヤ人達から奪い取った切手を隠し持って、ヤンの元に帰る。しかし、研究所は爆撃され、リーザは死んでしまう。戦後、ヤンは切手を売った金でホテルのオーナーとなる。夢が叶ったかに見えたが、1948年、人民委員会によってヤンの財産は没収され、15年の刑期を言い渡された。
教授もマルツェラも去った後、年老いたヤンは切手の入った鞄を開け、切手を空に飛ばしてしまう。そしてヴァルデンと再会し、若き日に渡さなかったソーセージのお釣りを返して、2人でビールを飲んだ。

## キャスト
- イヴァン・バルネフ - ヤン・ジーチェ
- オルドジフ・カイゼル - 老ヤン・ジーチェ
- ユリア・イェンチ - リーザ
- マリアン・ラブダ - ヴァルデン
- マルチン・フバ - スクシーヴァネク
- ミラン・ラシツァ - 教授
- ズザナ・フィアロヴァー - マルツェラ
- トニア・グレーヴス - エチオピア皇帝

## 受賞歴
- チェコ映画金獅子賞で4部門（作品賞・監督賞・助演男優賞・撮影賞）受賞。
- 第57回ベルリン国際映画祭でFIPRESCI賞受賞。金熊賞にもノミネートされた。